# Remember me? (Eriiの曲)
『Remember me?』（リメンバー・ミー）は、Erii（山崎エリイ）2枚目のシングル。2019年11月20日にCherii Recordsから発売された。

## 概要
Erii名義での山崎エリイ2枚目のシングル。「山崎エリイ」楽曲と合わせると、通算5枚目のシングル。「童話×ロック」をテーマにした攻撃的な1曲。『赤ずきん』をもとにしつつ、「赤ずきんとオオカミが両方自分だったら」などのオリジナル要素をふんだんに織り交ぜた、ストーリー性の高い楽曲とミュージックビデオになっている。

## 収録内容
| #         | タイトル         | 作詞           | 作曲・編曲     | 時間 |
| --------- | ---------------- | -------------- | -------------- | ---- |
| 1.        | 「Remember me?」 | シン・マナヒロ | シン・マナヒロ | 3:41 |
| 2.        | 「ネガイゴト」   | 磯貝マナト     | 水口浩次       | 4:09 |
| 合計時間: | 合計時間:        | 合計時間:      | 合計時間:      | 7:50 |

## 楽曲について
- 「童話×ロック」をテーマにした「Remember me?」は、おとぎ話が好きだから楽曲として作ってみたい、ロックもやってみたいと考えていた山崎の希望で作られた。数あるおとぎ話からテーマとして選ばれたのは『赤ずきん』。山崎は「打ち合わせで、"可愛く描写されがちだけど、目線を変えて改めて物語を読むと、赤ずきんちゃんは実はオオカミよりも怖いかもしれない"という話になり、可愛らしさとスリル感が共存している、いわゆる二面性みたいなものが攻撃的なロックとハマるのではという事で『Remember me?』が完成しました！」とブログで語っている[4]。
- またインタビューに、「オリジナルでストーリーを作ったほうが、独特の怪しい雰囲気が出るんじゃないかなって。ジャケット写真も、赤ずきん風の衣装で赤いケープを羽織っているんですけど、狼の耳も生えているんです」とある通り、オリジナリティも高い楽曲となっている[2]。「赤ずきんとオオカミが両方自分だったら」という世界観の歌詞は、1番は赤ずきんサイド、2番はオオカミサイド、Dメロ（水面に写るその瞳も～）からどちらの目線なのか分からなくなり、3番ラスサビで赤ずきん×狼の心情を表しているとのこと[4]。
- 森の中と洋館で撮影された「Remember me?」のMVでは、さらに独自のストーリーが加わっている[5]。「森で綺麗な花を見つけ眺めていたところを、赤ずきんは背後から近づくオオカミに襲われてしまいます。実はこのオオカミ、元々は別の赤ずきん。オオカミが赤ずきんを食べてしまったら、"食べられてしまった赤ずきん"は、また新しい赤ずきんを食べるまでオオカミとして生きなくてはならない…」といったあらすじを書き出しに、ブログでは以降の詳細な解説がなされている[6]。
- 「ネガイゴト」は、ミステリアスな大人の魅力ただようジャズ。「今のエリイではまだわからないような世界観を、あえて背伸びして歌うのもありかもね」という話から、山崎がやりたかったジャズという新境地に挑んでいるナンバー[4]。当時22歳の山崎は、「自分で歌うとまるで出てこなかったんです。最初に声出しで、自分の声でナチュラルに歌ったら全然違う曲になってしまって、これは繕わないといけないと思いました。そこからキャラクター化しようと。まったく別の人間に置き換えてみたんです。歌うときに息を多めに入れてみるとか、かすれさせてみるとか、部分で歌い方を変えていきました。」とレコーディングを振り返っている[7]。Erii 1st・3rdシングルのカップリング曲と繋がりがあり、3部作のうちの第2章[8]。

## リリースイベント
- 2019年11月22日から12月14日の期間、リリース記念インストアイベントを計7日間にわたり開催。アニメイト大阪日本橋を皮切りに、アニメイト池袋本店、AKIHABARAゲーマーズ本店などでトークやミニライブ、ブロマイドお渡し会が催された[9]。
- また、11月20日には「山崎エリイ バースデー&シングルリリース記念！一夜限りのプレミアム上映会＆トークイベント」を開催。映画館 ユナイテッド・シネマアクアシティお台場にて、MCに同じくホリプロ所属の小島麻子を迎え、初解禁となる今作のMV上映会やトークショーなどが行われた。イベント後半では、山崎と公私ともに親交が深い声優5人からのビデオメッセージも上映された。野村麻衣子、巴奎依、藤田茜、阿部里果、田中美海からのメッセージが流れた直後、バースデーケーキを持って田中美海が登壇するというサプライズも巻き起こった[10][11]。